# Zinovy Lvovsky
Zinovy Lvovsky (Львовский, Зиновий Давыдович), né le 19 février 1881 à Elisavetgrad et mort le 12 octobre 1943 à Auschwitz, était un traducteur franco-russe. Il traduisit également de l'allemand et de l'anglais. 

## Œuvres
- Un tournant de la littérature russe, 1er mai 1931[2]
- Dostoievsky feuilletoniste (1931)
- Dans le laboratoire de Dostoievsky (1932)
- La Guerre littéraire en Russie soviétique (1933)